# Horde aus dem Morgenland
Horde aus dem Morgenland (Originaltitel: The Shadow of the Vulture) ist eine Kurzgeschichte von Robert E. Howard, erschienen im Januar 1934 in dem Pulp-Magazin The Magic Carpet Magazine.
Es ist eine historische Erzählung aus der Zeit Anfang des 16. Jahrhunderts vor dem Hintergrund der Schlacht bei Mohács und der ersten Belagerung Wiens durch die Osmanen unter Süleyman I.
Eine der Figuren der Erzählung ist die „Rote Sonya aus Rogatino“, die später in Comic und Film Vorbild für Red Sonja, die Kampfgefährtin Conans wurde.

## Handlung
Als Sultan Süleyman eine fränkische Gesandtschaft, die er 9 Monate lang festgehalten hatte, da sie sich anfangs nicht ehrerbietig genug betrugen, endlich mit Drohungen an die christlichen Herrscher nach Hause schickt, erkennt er in der Gruppe einen Ritter, dem es in der Schlacht bei Mohács gelungen war, zu ihm vorzudringen und ihn zu verletzen.
Dieser Ritter ist Gottfried von Kalmbach. Der Großwesir des Sultans entsendet Mikhal Oglu, den Anführer der Akıncı, einen weithin gefürchteten Schlächter und Attentäter:

„Auf dem schmalen Kopf ruhte ein juwelenbesetzter Helm, und am Rücken des vergoldeten Kettenhemds waren gewaltige Geierflügel befestigt. Diese Flügel breiteten sich weit aus, wenn er ritt, und kündeten von Tod und Zerstörung. Er war die Säbelspitze Solimans, der beste Schlächter eines Volkes von Schlächtern.“

Mikhal Oglu erhält den Auftrag, Gottfried zu töten. Einem ersten Angriff auf ein Dorf, in dem Gottfried eben einen Rausch  ausschläft, kann der noch entkommen. Er flieht und gelangt nach Wien, das kurz darauf von den Türken eingeschlossen und belagert wird. Dort begegnet ihm auf den Mauern der Stadtbefestigung eine bemerkenswerte Kämpferin, die mit Pistolen und Säbel bewaffnet ist und auch mit Kanonen umzugehen weiß:

„Gottfried näherte sich ihr und betrachtete mit offener Bewunderung die üppige Rundung ihres Busens unter der
geschmeidigen Rüstung, die Linien ihrer Hüften und Glieder. Sie stand da wie ein Mann – mit weit gespreizten
Beinen und in den Gürtel gesteckten Daumen – aber sie war ganz Frau.“

Gottfried erfährt, dass die Kämpferin Rote Sonya genannt wird, dass sie den ottomanischen Sultan Süleyman mit Hass verfolge, dessen Favoritin, die historische Roxelane, ihre Schwester ist. 
Doch bevor man sich bekannt machen kann, stürmen die Janitscharen die Mauern Wiens und Gottfried gerät in Bedrängnis. Doch Sonya kommt ihm zu Hilfe und erweist sich als Kämpferin von auserlesener Blutrünstigkeit:

„[…] ihr Angriff glich dem eines Panthers. Ihre Hiebe folgten so rasch aufeinander, daß das Auge kaum zu folgen vermochte, ihre Klinge war wie ein Vorhang aus weißem Feuer, und unter ihrer Attacke fielen die Männer wie reifes Korn. Mit einem dröhnenden Brüllen trat Gottfried an ihre Seite und schwang seine lange Klinge. Gemeinsam drängten sie die Moslems an den Mauerrand, wo sie entweder auf die Leitern sprangen oder schreiend in die Tiefe stürzten.“

Bei einem Ausfall, den er mit einer Horde Betrunkener unternimmt, gerät Gottfried erneut in Lebensgefahr und wieder rettet ihn Sonya. Und schließlich, ein drittes Mal, rettet ihn Sonya, als er völlig erschöpft nach dem letzten vergeblichen Angriff der Osmanen auf Wien von Verrätern betäubt und gefangen genommen wird. Die Verräter, zwei Armenier, Vater und Sohn, werden überwältigt. Gottfried und Sonya drohen, den Sohn zu töten, und zwingen dadurch den Vater, Mikhal Oglu eine Nachricht zu überbringen, dahingehend, Gottfried sei bei der Verfolgung der sich zurückziehenden Türken vom Pferd gestürzt, liege in einer Hütte in der Nähe und nur Sonya und ein paar betrunkene Landsknechte seien bei ihm. Mikhal Oglu geht in die Falle und reitet mit einem kleinen Trupp zurück, um sich doch noch Gottfrieds Kopf zu holen.
Das letzte Kapitel beschreibt ausführlich das Gepränge beim Siegesfest des Sultans in Istanbul, der nämlich hat seine Niederlage in einen Sieg umgedeutet und macht den fehlenden militärischen Erfolg vor Wien durch überwältigende Pracht, Glanz und Verschwendung seines Festes wett. Da wird ein Geschenk vor seinen Thron gebracht und als man es öffnet, findet sich darin ein höhnisches Schreiben von Gottfried und Sonya sowie der mit Spezereien präparierte Kopf Mikhal Oglus.

## Rezeption
Die Figur der Roten Sonya hatte ein Nachleben als rothaarige Schwertkämpferin Red Sonja – man beachte die geänderte Schreibung.
Die Figur Howards hat zunächst keinerlei Beziehung zur Fantasy-Welt Conans. Sie diente jedoch als Inspiration für die Comicfigur einer nur mit knappem Kettenpanzer-Bikini bekleideten rothaarigen Schwertkämpferin. Zeichner Barry Windsor-Smith schuf die Vorlage, welche die Ikonographie Red Sonjas im Speziellen und vollbusiger Fantasy-Schwertkämpferinnen im Allgemeinen dauerhaft prägte.
Die Erzählung Howards wurde von Autor Roy Thomas ins Hyborische Zeitalter Conans transponiert und so erschien die Barbarenkriegerin Red Sonja erstmals in der Marvel-Comicreihe Conan the Barbarian unter gleichem Titel (Heft 23, Februar 1973).
In dem Film Red Sonja von 1985, in dem Brigitte Nielsen die Red Sonja verkörperte, wird Howard als Urheber der Titelfigur benannt.

## Ausgaben
- Erstdruck in: The Magic Carpet Magazine, Vol. 3, Nr. 5 (Januar 1934)
- Erstausgabe in: Robert E. Howard: The Sowers of the Thunder. Donald M. Grant, 1973.
- Aktuelle Ausgabe in: Robert E. Howard; Sword Woman and Other Historical Adventures. Del Rey / Ballantine, 2001, ISBN 978-0-345-50546-0. E-Book: ISBN 978-0-345-52432-4.
- Deutsche Übersetzung: Horde aus dem Morgenland. Übersetzt von Eduard Lukschandl. In: Robert E. Howard: Horde aus dem Morgenland. Pabel (Terra Fantasy #37), 1977, S. 109–160.

Neben der deutschen Übersetzung wurde die Erzählung ins Französische und Finnische übersetzt.
Die deutsche Sammlung Horde aus dem Morgenland enthält außer der Titelgeschichte und einem Einführungstext von Hugh Walker die drei historischen Erzählungen um die (rothaarige) Schwertkämpferin Agnes de Chastillon:
- Die schwarze Agnes (Sword Woman, 1975)
- Degen für Frankreich (Blades for France, 1975)
- Braut des Todes (Mistress of Death, 1971, Fragment Howards, fertiggestellt von Gerald W. Page)